# تیروتریسین
تیروتریسین(به انگلیسی: Tyrothricin) مخلوط آنتی‌بیوتیکی است که در اواخر دهه ۱۹۳۰ توسط رنه دوبوس از Bacillus brevis جدا سازی شد. اما بعد‌ها طی تحقیقاتی که توسط دوبوس و رولین هاچکیس انجام شد، مشخص شد که مخلوطی از دو آنتی بیوتیک مختلف به نام‌های گرمیسیدین و  tyrocidine است.
گرمیسیدین و تیروسیدین هر دو پلی پپتیدهای کوتاهی هستند که باعث اختلال در غشای سلولی برخی باکتری‌ها در درجه اول باکتری‌های گرم-مثبت می‌شوند. تیروتریسین و آنتی بیوتیک‌های تشکیل دهنده آن بسیار سمی هستند در نتیجه نمی‌توان از آن به صورت مستقیم داخل بدن استفاده کرد، اما گاهی به عنوان آنتی بیوتیک موضعی مورد استفاده قرار می‌گیرند.